# Nicaraguaanse Socialistische Partij
De Nicaraguaanse Socialistische Partij (Spaans: Partido Socialista Nicaragüense) is een socialistische politieke partij in Nicaragua. 
De partij werd in juli 1944 opgericht door Dr. Mario Flores Ortiz. PSN trad op als de officiële communistische partij in het land. In die tijd steunde de partij het regime van Anastasio Somoza García. PSN overwoog dat Somoza (in naam een liberaal) ook een anti-fascist was en dus een bondgenoot.
In het midden van de jaren 1960 schatte het U.S. State Department het lidmaatschap van de partij op ongeveer 250 personen. Na de opkomst van het Sandinistisch Nationaal Bevrijdingsfront of FSNL (die zijn wortels in de PSN had), geraakte de PSN geleidelijk op een zijspoor.
In 1967 werd een groep radicalen die voorstanders waren van gewapende strijd, uit de partij gezet. Zij vormden de Communistische Partij van Nicaragua.
Vanaf 1976 bestond er ook een afgescheiden groep die zich de Nicaraguaanse Socialistische Partij (de los Sánchez) noemde.
Tegen het eind van de regering van Somoza formeerde de PSN de Organización Militar del Pueblo (Militaire Organisatie van het volk). De OMP voerde enkele aanvallen tegen het regime uit.
In parlementsverkiezingen van 1984 kreeg de partij 2 zetels. 
In 1989 bundelde het PSN zijn krachten met rechts en links in de nieuw opgerichte National Opposition Union (1989) (UNO), om een kans te hebben tegen de Sandinistische regering van het FSLN. Het PSN bestaat nog steeds, maar het is niet langer een communistische partij.
Voor de verkiezingen van 2006 sloot zij zich aan bij de Sandinistische Herstelbeweging. PSN geeft het tijdschrift El Popular uit.